# Esbjerg fB
Esbjerg forenade Boldklubber, EfB, bildad 23 juli 1924, är en fotbollsklubb i Esbjerg i Danmark och som sedan 2022 spelar i Danmarks 2. division, vilket är den tredje högsta serien i danska seriesystemet.
Den bildades genom en sammanslagning de två konkurrerande klubbarna Esbjerg Boldklub af 1898 (E.B. 98) och Esbjerg Amatør Klub (EAK) som grundats 1911.
Föreningen hade sina främsta framgångar på 1960-talet, då de blev danska mästare fyra gånger. Efter att ha tagit en femte ligaseger 1979 bär de en mästerskapsstjärna på tröjorna ovanför klubbemblemet.

## Meriter
- 5 gånger danska mästare (1961, 1962, 1963, 1965, 1979)
- 3 gånger danska cupmästare (1964, 1976, 2013)

## Svenska spelare
- Daniel Larsson (2015)
- Michael Almebäck (2015)
- Robin Söder (2014–2017)
- Johan Persson (2011)
- Fredrik Risp (2010–2011)
- Mikael Rynell (2009–2011)
- Jones Kusi-Asare (2009–2010)
- Martin Fribrock (2008–2011)
- Alexander Östlund (2008–2009)
- Fredrik Björck (2008–2009)
- Andreas Klarström (2006–2010)
- Njogu Demba-Nyrén (2005–2007, 2012)
- Jonas Bjurström (2007)
- Fredrik Berglund (2004–2006)
- Erik Wahlstedt (2001–2003)
- Christian Karlsson (2001–2002)
- Joakim Persson (2000–2002)

### Andra kända spelare
- Rafael van der Vaart (2018, tre matcher)
- Lukas Hradecky (2009-2013, 76 matcher)